# Pothos dolichophyllus
Pothos dolichophyllus är en kallaväxtart som beskrevs av Elmer Drew Merrill. Pothos dolichophyllus ingår i släktet Pothos och familjen kallaväxter.
Artens utbredningsområde är Filippinerna. Inga underarter finns listade.